# Club Cosmos
Club Cosmos är Sveriges äldsta ännu aktiva science fiction-förening. Den bildades 1954 av Gabriel Setterborg och Lars-Erik Helin. och hade i början av 2020-talet drygt 50 medlemmar.
Föreningen menar att de var den första i Sverige att ge ut ett fanzin, Cosmos News, vilket senare bytte namn till Cosmos Bulletin.
Föreningen har under årens lopp anordnat eller varit med och anordnat ett antal olika science fiction-kongresser, varav ett antal har fungerat som årets Swecon.

## Brev från Cosmos
Från 2015 har klubben även publicerat en gratis nätbaserad novelltidskrift, Brev från Cosmos, med ett eller två nummer per år. Förutom noveller innehåller tidskriften även recensioner av böcker i genren fantastik, intervjuer och annat material.
Novellerna är hämtade dels från författare som skrivit direkt till tidskriften, men även från Club Cosmos novelltävlingar. Bland författare som medverkat återfinns Anders Blixt, Eva Holmquist, Mattias Kuldkepp, Oskar Källner, Pål Eggert och Sandra Petojevic.